# فن‌اتیل ایزوتیوسیانات
فن‌اتیل ایزوتیوسیانات (به انگلیسی: Phenethyl isothiocyanate) یک ترکیب شیمیایی با شناسه پاب‌کم ۱۶۷۴۱ است. 